# Jekatierinburg-Passażyrskij
Jekatierinburg-Passażyrskij (ros. Екатеринбург-Пассажирский) – stacja kolejowa w Jekaterynburgu, w obwodzie swierdłowskim, w Rosji. Stacja ma 8 peronów.